# Abbracciami (Vale Lambo)
Abbracciami è un singolo del rapper italiano Vale Lambo, pubblicato il 23 aprile 2020 come primo estratto dal secondo album in studio Come il mare.

## Tracce
1. Abbracciami – 3:34